# Юноша и смерть
Юноша и Смерть (фр. Le Jeune Homme et la Mort) — одноактный балет в 2 картинах на музыку «Пассакальи» Иоганна Себастьяна Баха. Идея и либретто Жана Кокто, хореография и постановка Ролана Пети.

## Либретто
Основой балета послужило стихотворное либретто Ж. Кокто:
Юноша в студии — в одиночестве, ожидая.

Входит Девушка, она — причина его отчаяния.

Он устремляется к ней. Она его отталкивает. Он молит её.

Она его оскорбляет, высмеивает и убегает. Он кончает с собой.

Комната исчезает. Остается только тело повесившегося.

С крыш спускается Смерть в бальном платье.

Она снимает свою маску: это — Девушка.

Она закрывает маской лицо своей жертвы.

Вместе они удаляются, теряясь среди крыш.

## История создания
По воспоминаниям Ролана Пети, первоначальный толчок к созданию спектакля ему дал Борис Кохно. Он предложил хореографу поставить одноактный балет на танцовщика руководимой Пети труппы «Балет Елисейских полей» Жана Бабиле и подсказал обратиться за либретто к Жану Кокто.
Кокто сходу сымпровизировал сюжет, а также показал Пети наметки будущей пластической характеристики героев. Ему же принадлежала идея музыкального и декорационного оформления балета.

## Музыка
В пору создания «Юноши и Смерти» Кокто искал новый принцип взаимодействия музыки и сцены, отличный от бытовавшего в традиционном балетном театре. Он предоставил Пети право использовать в работе любую музыку, впоследствии предполагая заменить её на другую.
Пети ставил под популярную джазовую песню «Фрэнки и Джонни». Перед премьерой Кокто решил, что спектакль должен идти в сопровождении классической музыки. В итоге к уже законченной постановке был подобран новый музыкальный ряд — «Пассакалия» Баха в оркестровке Респиги. Причем готовая хореография накладывалась на «Пассакалию» чисто механически, без синхронизации звуковых и пластических акцентов.
Существует легенда, согласно которой на премьере авторы балета неожиданно поняли, что сценическое действие может не уложиться в протяженность «Пассакалии» и стали торопить исполнителей.
Этот миф опроверг Пети. Он указал, что одной из причин выбора Пассакалии явилось как раз то, что она идеально подходила по длительности.
Первоначально Кокто предполагал использовать в качестве музыки балета попеременно «Пассакалию» и увертюру к опере В. А. Моцарта «Волшебная флейта», но этот замысел осуществлен не был.

## Декорации и костюмы
Концепцию оформления балета разработал Кокто. Задник первой картины по его плану исполнил Жорж Вакевич. У авторов не было средств для производства сложной декорации ночного Парижа для второй картины, поэтому они использовали готовую декорацию из фильма «Мартин Руманьяк» (её автором был также Вакевич).
Костюм Юноши в оригинале представлял собой простую репетиционную одежду исполнителя. Платье Смерти сшила Каринская по эскизу К. Берара.

## Сценическая жизнь

### Балет Елисейских полей
Премьера прошла 25 июня 1946 года на сцене Театра Елисейских Полей
Действующие лица
- Юноша — Жан Бабиле
- Смерть — Натали Филиппар, затем Зизи Жанмер, Клер Сомбер

### Американский театр балета
Премьера прошла 9 апреля 1951 года на сцене Метрополитен-Опера
Действующие лица
- Юноша — Жан Бабиле
- Смерть — Натали Филиппар

### Ла Скала
Премьера прошла в 1955 году
Новая постановка в 2006 году
Действующие лица
- Юноша — Роберто Болле
- Смерть — Дарси Бассел

### Государственная парижская опера
Премьера прошла в 1990 году
Действующие лица
- Юноша — Кадер Беларби

### Мариинский театр
Премьера прошла 25 марта 1998 года
Дирижёр-постановщик — Г. Плисс-Стеренберг
Действующие лица
- Юноша — Фарух Рузиматов, затем Вячеслав Самодуров, Андриан Фадеев
- Смерть — Ульяна Лопаткина, затем Диана Вишнёва, Юлия Махалина

### Большой театр
Премьера прошла 4 июня 2010 года
Дирижёр-постановщик — Павел Клиничев, художник по свету — Жан-Мишель Дезире, ассистент хореографа-постановщика — Луиджи Бонино
Действующие лица
- Юноша — Иван Васильев
- Смерть — Светлана Захарова, затем Светлана Лунькина

## Интересные факты
Поскольку хореография «Юноши и Смерти» не привязана к музыке, под которую исполняется этот балет, от исполнителей требуется не соотносить свои движения со звучанием оркестра, а танцевать «отдельно» от него. С целью достижения нужного эффекта балет часто предварительно разучивают без музыкального сопровождения.

## Экранизации балета
- 1955 — «Юноша и смерть», в ролях — Жан Бабиле, Клер Сомбер
- 1966 — «Юноша и смерть», в ролях — Рудольф Нуреев, Зизи Жанмер
- 1985 — «Белые ночи», в ролях — Михаил Барышников, Флоренс Фор
- 2006 — «Юноша и смерть», в ролях — Николя Ле Риш, Мари-Аньес Жило